# Sin salida (El Ala Oeste)
 Sin salida  es el vigésimo capítulo de la quinta temporada de la serie dramática El Ala Oeste.

## Argumento
Salta la alarma en la Casa Blanca cuando una sustancia sospechosa es encontrada en el aire cerca del despacho oval. El personal debe permanecer donde se encuentren -y con quien en ese momento estuvieran-. Para su desgracia, está situación les ocurre a Toby y Will, cuya relación está deteriorándose debido a un discurso del Vicepresidente Russel que escribió este y que Toby siente que ha dejado por debajo al Presidente. Su preocupación crece al ver las posibilidades crecientes del segundo del gobierno como posible candidato demócrata, un hombre al que considera poco capacitado para el puesto.
En otro despacho, C.J. le da algunos consejos a Moss de como mejorar su futuro profesional. Entre ambas mujeres hay una gran confianza mutua y, veladamente, la Secretaria de Prensa reconoce que su amiga está enamorada de su jefe. Mientras, este, se encuentra con el nuevo miembro del personal, la comandante Kate Harper. Josh le comenta que han quitado un chiste suyo sobre Panamá. Cuando todo acaba, la asesora de seguridad le reconoce que un submarino se encuentra pasando por el famoso Canal del país centroamericano.
Por su parte, en la residencia, Leo y Abbey discuten sobre la conveniencia de que la primera dama se implique demasiado en ayudas sanitarias. Además, el jefe de gabinete está preocupado por la salud de su amiga: sabe que está tomando Valium y esta le reconoce que el enorme estrés le obliga a tomarse cada vez más pastillas. Por último, el Presidente Bartlet es puesto en cuarentena en el bunker junto a su secretaria Debora Fiderer y Charlie. Un médico nuevo del personal les obliga a ducharse para evitar problemas; poco después, el servicio secreto descubre que una carta enviada a Charlie puede contener material químico muy peligroso. Al final, el Presidente decide junto al agente Ron Butterfield que se comunique que ha sido una falsa alarma, para no atemorizar aún más al personal de la Casa Blanca.

## Curiosidades
- Durante el capítulo se nombra al Post-Intelligencer, un pequeño medio de la localidad de Paris (Tennessee) que efectivamente tiene un corresponsal en Washington D. C. y que se vio gratamente sorprendido por su inclusión en el guion de la serie.[1]

## Premios
- Janel Moloney, quien interpreta a Donna Moss fue nominada a la mejor actriz de reparto en serie dramática para los Premios Emmy.[1]
- Stockard Channing, quien interpreta a Abigail Bartlet fue nominada a la mejor actriz de reparto en serie dramática para los Premios Emmy.[1]

## Enlaces
- Enlace al Imdb. (enlace roto disponible en Internet Archive; véase el historial, la primera versión y la última).
- Guía del Episodio (en inglés).